# Erland Herkenrath
Erland Herkenrath (24. september 1912, Zürich – 17. juli 2003, Weggis) var en schweizisk håndboldspiller som deltog under Sommer-OL 1936.
Han var en del af det schweiziske håndboldlandshold, som vandt en bronzemedalje. Han spillede i alle fire kampe.